# پیتر مکسول دیویس
پیتر مکسول دیویس (انگلیسی: Peter Maxwell Davies؛ زادهٔ ۸ سپتامبر ۱۹۳۴-درگذشتهٔ ۱۴ مارس ۲۰۱۶) یک موسیقی‌دان، آهنگ‌ساز و رهبر ارکستر اهل بریتانیا است.
وی دانش‌آموختهٔ دانشگاه پرینستون است و موسیقی را در آنجا، زیرِ نظرِ «میلتون بابیت»، «اِرل کیم» و «راجر سشنز» فرا گرفته است.
او در سال ۲۰۰۴ میلادی به سِمَتِ «استادِ موسیقی سلطنتی ملکه» نائل شد.